# Eric Holah
Eric Tansley Holah (sinh ngày 3 tháng 8 năm 1937) là một cựu cầu thủ bóng đá người Anh từng thi đấu ở vị trí tiền đạo.

## Sự nghiệp
Sinh ra ở Hull, Holah từng thi đấu cho Malet Lambert OB trước khi ký hợp đồng với Hull City, có 1 lần ra sân ở Football League. Ông ký hợp đồng với Bradford City vào tháng 7 năm 1961, rời câu lạc bộ năm 1962. Trong thời gian với Bradford City ông có 4 lần ra sân ở Football League, ghi 2 bàn thắng.